# Південнонімецький гульден

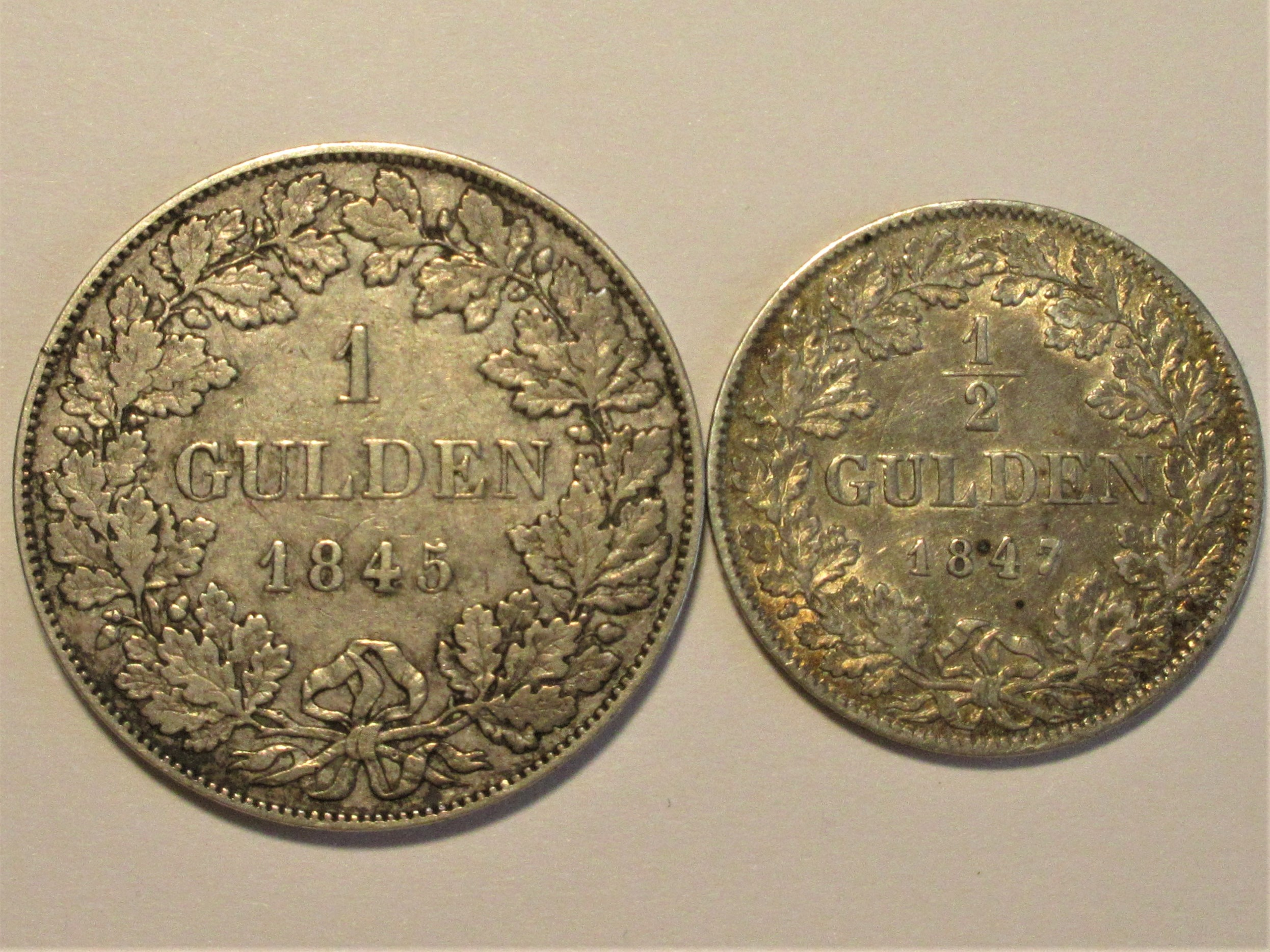
Аверс срібних монет номіналом 1 і ½ гульдена, викарбуваних у Мюнхені в 1845 і 1847 роках.

Південнонімецький гульден (нім. Süddeutsche Gulden) — валюта держав Південної Німеччини (зокрема Баварії, Бадена, Вюртемберга, Франкфурта і Гогенцоллерна) між 1754 і 1873 роками. Поділявся на 60 крейцерів, кожен крейцер, своєю чергою, ділився на 4 пфеніги або 8 гелери.

## Історія
Стандартною золотою монетою держав Священної Римської імперії з XIV століття був золотий рейнський гульден, що карбувався за типом флорентійського флорина. На початку XVI століття в Німеччині поширились великі срібні монети гульдинери («срібні гульдени»), що за своєю вартістю в сріблі дорівнювали вартості золотих гульденів.
Імперським монетним статутом 1524 року срібний гульдинер вперше було затверджено стандартною срібною монетою Священної Римської імперії у формі рейхсгульдинера. У наступні століття гульдинер визначався як частка срібної монети рейхсталера.
Станом на 1690 рік гульден, який використовувався в Південній Німеччині та Австрійській імперії, карбувався згідно Лейпцизької стопи, за яким з 1 кельнської марки срібла карбувалось 18 гульденів, або 1⁄2 монети рейхсталера, або 12,992 г на гульден . Нижче наведено історію (у грамах срібла) стандартів південнонімецького гульдена з 1690 року до введення золотого стандарту в 1873 році. Також включено порівняння з вищим австро-угорським гульденом. Курс вартості гульдена до 1618 року знаходиться під рейхсталер.
Гульден відійшов від Лейпцизької стопи в 1730-х роках, коли співвідношення цін на золото і срібло впало з 15 до 14,5, що спонукало багато держав карбувати свої гульдени у більш дешевому золоті. У Південній Німеччині південнонімецький гульден відійшов від австро-угорського гульдена після того, як він оцінив золотий каролін в 7,51 г чистого золота в 11 гульденів проти 9 гульденів в Австрії. Таким чином, кожен південнонімецький гульден коштував 7.51 ÷ 11 = 0,6827 г чистого золота або 0.6827 × 14.5 = 9,9 г чистого срібла.

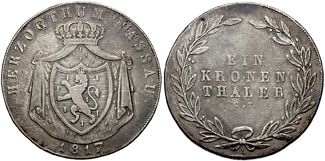
Кроненталер з Нассау, 1817 р., прийнятий за 2,7 південнонімецьких гульдена.

Конвенційний талер, що містив 23,3856 г чистого срібла і вартістю 2,4 гульдена (або 9,744 г за гульден), між 1807 і 1837 роками був замінений на Кроненталер, що містив 25,71 г чистого срібла, але вартістю 2,7 гульдена (або лише 9,524 г за гульден), у результаті конкурентної девальвації валюти між різними землями Південної Німеччини. Французький екю 26,67 г чистого срібла також оцінювався у 2,8 гульдена.
Вищенаведену ситуацію було вирішено лише Мюнхенським монетним договором 1837 року, який перевизначив гульден на 2⁄49 кельнської марки або 9,545 г срібла. Це дозволило обмінний курс у 1+3⁄4 гульдена до 1 прусського талера. На додаток до 3 і 6 крейцерів і менших монет були введені нові монети номіналом 1⁄2, 1 і 2 гульдена, а також Vereinsmünze (союзна монета) вартістю 3+1⁄2 гульденів або 2 прусських талера.

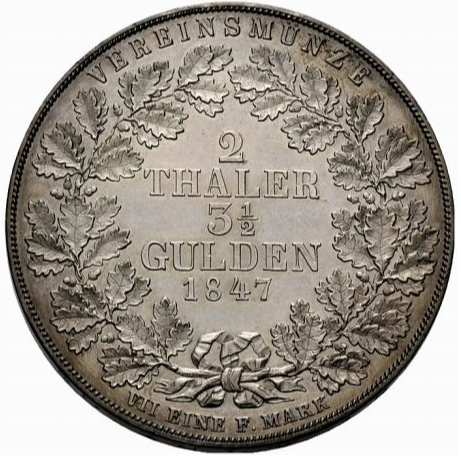
Vereinsmünze (союзна монета), 1847 р., Вальдек і Пірмонт, за 2 прусські талери = 3,5 південнонімецьких гульденів

У 1857 році за Віденським монетним договором було введено другу союзну монету (нім. Vereinsmünze) у формі союзного талера (нім. Vereinsthaler - ферайнталер), яка мала на декілька мілігам менше срібла, ніж прусський талер, але ти не менш також оцінювалася в1+3⁄4 гульдена. У той час як 3+1⁄2 південнонімецьких гульденів була переномінована на 2 союзних талера, інші номінали не змінювалися.
Після об'єднання Німеччини в 1871 році новостворена Німецька імперія прийняла в 1873 році золоту марку, коли вона розпочала процес стандартизації до єдиної валюти в межах своїх кордонів і впровадила десяткову грошову систему. Одна марка (записується як 1 ℳ) поділялася на 100 пфенігів (записується як 100 ₰), причому обмінна марка дорівнює 35 крейцерам, або 7⁄12 гульденів, оскільки південнонімецькі гульдени почали вилучатися протягом наступних трьох років.
З 1 січня 1876 року гульден і крейцер разом з усіма іншими формами валюти, які існували раніше на території сучасної Німецької імперії, були скасовані.
Десяткова золота марка стала єдиним законним платіжним засобом до 4 серпня 1914 року, коли з початком Першої світової війни було скасовано зв'язок між маркою та золотом і замінено паперовою маркою.